# Burnham (Buckinghamshire)
Burnham – wieś w Anglii, w hrabstwie Buckinghamshire, w dystrykcie (unitary authority) Buckinghamshire. Leży 37 km na zachód od centrum Londynu. W 2001 miejscowość liczyła 11 512 mieszkańców.